# Acossus undosus
Acossus undosus is een vlinder uit de familie van de houtboorders (Cossidae). De wetenschappelijke naam van de soort is voor het eerst gepubliceerd in 1878 door Joseph Albert Lintner.
De soort komt voor in de Verenigde Staten.